# Gocheok Sky Dome
Gocheok Sky Dome (kor. 고척스카이돔) to stadion baseballowy o konstrukcji kopułowej, znajdujący się w Gocheok-dong, Seulu, w Korei Południowej. Jest domowym stadionem klubu KBO Kiwoom Heroes. Stadion jest głównie wykorzystywany do rozgrywek baseballowych i może pomieścić 16 744 widzów podczas meczów baseballowych. Stadion zastąpił Dongdaemun Baseball Stadium i został otwarty 15 września 2015 roku. Pełni także funkcję miejsca koncertowego, mogącego pomieścić około 25 000 widzów.

## Historia
W 2017 roku Gocheok Dome był gospodarzem pierwszej rundy World Baseball Classic 2017, w której brały udział drużyny gospodarza Korei Południowej, Tajwanu, Holandii i Izraela.
W 2019 roku Gocheok Dome był gospodarzem pierwszej rundy grupy C na turnieju 2019 WBSC Premier 12. W grupie C rywalizowały drużyny Korei Południowej, Kuby, Australii i Kanady, a na stadionie Gocheok Dome odbyło się łącznie sześć meczów. Reprezentacja Korei Południowej awansowała do super rundy jako lider grupy C, zdobywając trzy zwycięstwa w rundzie kwalifikacyjnej grupy C.
W 2020 roku wszystkie mecze fazy play-off KBO League po pierwszej rundzie zostały rozegrane w Gocheok Dome z powodu zimnej pogody.
Obiekt ten będzie gospodarzem finału Mistrzostw Świata League of Legends 2023, który odbędzie się 19 listopada 2023 roku.